# Gomphocarpus kamerunensis
Espèce
Classification APG III (2009)
Synonymes
- Asclepias kamerunensis Schltr. (préféré par UICN)[1]

Statut de conservation UICN

 CR C2a(i); D : 
En danger critique
Gomphocarpus kamerunensis (ou Asclepias kamerunensis) est une espèce de plantes à fleurs de la famille des Asclepiadaceae selon la classification de Cronquist, et des Apocynaceae selon la classification phylogénétique.

## Habitat
Répandue au sud de l'Afrique, au Cameroun, au Niger et au Ghana. Elle est surtout retrouvée parmi les roches dans la savane à des altitudes entre 800 - 1 000 mètres aux mois d’avril, de mai et de juin. 

## Menaces
Dans les 8 sites où cette plante a été retrouvée, seuls 2-3 arbres sont encore présents. Ces endroits sont affectés par les activités agricoles (au moins un site se trouvait près d'une ferme) et par le pâturage du bétail.